# Mise en roman
 (juillet 2021).
Si vous disposez d'ouvrages ou d'articles de référence ou si vous connaissez des sites web de qualité traitant du thème abordé ici, merci de compléter l'article en donnant les références utiles à sa vérifiabilité et en les liant à la section « Notes et références ».

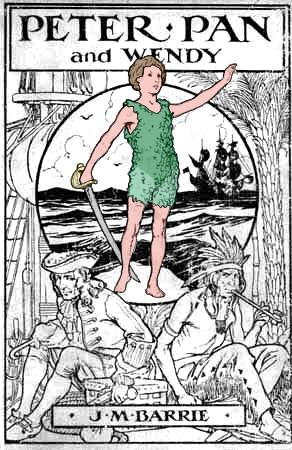
Peter Pan 1915

Une mise en roman ou novélisation (en anglais novelization ou novelisation, de novel : roman) est l'adaptation sous forme de roman d'une histoire développée à l'origine dans un autre média : film, série télévisée, feuilleton télévisé, bande dessinée ou jeu vidéo par exemple.

## Les origines
- Si vous ne connaissez pas le sujet, laissez ce bandeau (vous pouvez alors contacter les auteurs).
- Si vous supprimez le contenu mis en cause (vous pouvez préalablement contacter les auteurs),

argumentez précisément cette suppression dans la page de discussion
(un manque de référence n'est pas un argument ; une recherche réelle de référence doit avoir été effectuée, être formellement documentée).
En effet, c'est la transposition d'un film ou d'un scénario original sous forme de roman, cependant les relations entre texte source et texte cible y sont très opposées de celles qui caractérisent l'adaptation d'une œuvre littéraire au grand ou au petit écran.
Comme on peut le voir, les premières novellisations françaises ne sont pas des livres.
Après les « protonovellisations » (Gaudreault et Marion, 2003) c'est-à-dire de très longues descriptions des films dans les catalogues des premiers producteurs, le genre émerge sous forme de feuilleton publié dans la presse elles se nomment  les serials, puis les chapter  ce sont des films hebdomadaire. En effet, le serial est une série de films centré sur un seul et unique personnage, la mode vient des États-Unis et très vite la France suivra.
Le succès de ces premières novellisations, on les nomme  à ce moment-là ciné-roman ou roman-cinéma.
Le genre comble en effet une série de besoins envers le public. Ce sont des besoins complexes, que les historiens situent entre autres par rapport au cinéma et à l’institution cinématographique. La nouveauté du médium faisait que bien des spectateurs appréciaient le supplément d’informations offert par les ciné-romans (par exemple les dialogues complets).
De la même façon, on cherchait dans ces novellisations un certain nombre de précisions psychologiques, car il s’avérait parfois difficile de deviner la motivation psychologique des personnages à partir du seul jeu des acteurs, pourtant soumis à de nombreuses conventions gestuelles.
Dans les années 1930, toutefois, le genre de la novellisation — ciné-romans et films racontés confondus — était déjà entré en crise. L’avènement du parlant a sans conteste joué un rôle clé dans cet effondrement, avec les modifications du gout littéraire.
De plus en plus, en effet, l’écriture romanesque « imite » les procédés cinématographiques, et la novellisation, entravée par l'idéologie du roman-feuilleton, n’avait rien à proposer au lecteur moderne, qui chercha à satisfaire ailleurs son désir d’un nouvel échange entre cinéma et littérature.
La novellisation sera toutefois très présente dans la mise en place des collections de poche qui percent dans les années 1950. On commence à y inclure des livres prenant la relève de la tradition du film raconté, par exemple aux éditions Marabout et aux éditions France-Empire, et les aspects de marketing deviennent vite prépondérants.
Les meilleurs exemples de cette tendance sont, d’un côté, la fusion entre le phénomène social et médiatique du roman-photo, immensément populaire dans les années 1950, et le genre de la novellisation. De plus, la collection Roman-choc de Seghers, qui a servi de lieu d’accueil aux premiers films de la Nouvelle Vague.
Pour Jan Baetens, la mise en roman est aussi ancienne que le cinéma, contrairement à ce que l'on pourrait penser, elle est pourtant un des aspects les plus méconnus de la littéraire.
C’est un genre qui s’apparente au champ de l’adaptation et le succès de ces premières mises en roman (aussi appelées romans-ciné ou romans cinéma à l’époque) est réelle. Ce type répond à une série de besoins publics. Des besoins complexes que les historiens situent grâce aux cinémas et aux institutions cinématographiques et photographiques. Le besoin du public varie selon les époques, et au 21e siècle, l’ère de la technologie et de la multiplicité des plateformes médiatiques provoquent un engouement général. En effet, le public apprécie le plus d’informations fournies par les romans cinématographiques. L’information en masse prime parfois sur la qualité.
Pour autant, la mise en roman est un moyen d’approfondir la psyché d’un ou de plusieurs personnages que l’on retrouve dans une œuvre cinématographique, mais qui sera par la suite illustré par les mots. Il peut être ardu de retranscrire les pensées à partir d’une image, une expression faciale ou un mot. Il est difficile de deviner la motivation psychologique d’un personnage en se basant uniquement sur la performance de l’acteur et sa gestuelle. La mise en roman apporte cette innovation : nous sommes capables d’entrer dans les profondeurs psychiques de nos personnages préférés.
Par apport aux institutions cinématographiques et photographiques et à l’accès limité ou refusé aux salles obscures, la mise en roman est idéale pour toutes personnes n’ayant pas les moyens ou le droit d’aller au cinéma. Ils pourront alors découvrir une histoire d’abord filmée, adapté en roman, sans pour autant découvrir l’œuvre mère, ils auront l’accès à ses formes dérivés et facilitera donc leur accessibilité.
La mise en roman permet de revenir sur certaines scènes, dialogues ou descriptions afin de les analyser dans un but d’approfondissement, qu’il soit personnel, dans le cadre d’étude ou d’enquête. Nous pouvons aller plus loin, pousser notre investissement et notre intérêt.
Pour certaines grosses franchises, adaptées en roman un film ou un jeu permet donc de suivre les aventures des personnages dans de nouveaux contextes artistiques, et en apprendre davantage sur leur histoire passé (back story), ou leur filiation.

## Les différents types de mises en roman
- Si vous ne connaissez pas le sujet, laissez ce bandeau (vous pouvez alors contacter les auteurs).
- Si vous supprimez le contenu mis en cause (vous pouvez préalablement contacter les auteurs),

argumentez précisément cette suppression dans la page de discussion
(un manque de référence n'est pas un argument ; une recherche réelle de référence doit avoir été effectuée, être formellement documentée).

### Par essence
Comme nous l'avons vu, la mise en roman est par essence un type d’écriture de référenciation à une source antérieure, qui est soumis à l’hypotexte filmique, dans la lignée de l’expression de l’énoncé et qui manifeste non seulement son propre rapport à l’objet de l’énoncé mais aussi le rapport du locuteur aux énoncés d’autrui. Dans le cas de la mise en roman, l’objet de l’énoncé est de surcroît « un texte antérieur » avec lequel l’auteur établit une forme de familiarité — et de dialogue — qui peut être considérée comme un rapport particulier à cet énoncé-film.

### Par défaut
Qui dit simplification dit éventuellement production décevante quant au point de vue et attente du lecteur. Là encore, le critique littéraire ou le lecteur peuvent porter des jugements sérieux envers le récit mis en roman au regard des qualités développées dans le discours filmique initial, riche d’un langage complexe comme nous le signalions. L’adaptation se résume alors à un transfert de média mais ne se réalise pas comme une réflexion et une pénétration d’un univers médiatique dans un autre. Pour se référer à un concept relativement moderne et en vogue, il s’agirait cette fois d'un intermédiaire non totalement assumé en contraste avec la dépendance assumée au film : la relation roman-ciné est univoque dans le cas de la mise en roman, les processus inter-médiatiques ne relèvent pas de l’interaction mais d’une relation de citation descendante du film au texte. Il s’agit d’un passage d’un support à l’autre commandé par les enjeux premiers de réception de la mise en roman : conserver la trace écrite de l’histoire du film.

### Par des pratiques culturelles et sociales
Dans la continuité de ce qui précède, il est malgré tout utile de rappeler que la mise en roman s’érige comme genre du déjà-là dans la modernité des pratiques culturelles. Qu’il y ait ou non un degré élevé d’accomplissement par un intermédiaire, il y a bel et bien dans la réception, l’usage et la pratique de ce genre littéraire par l’utilisateur actuel des médias, une circulation d’un média à l’autre, la séparation de sa représentation des univers scripturaux et iconographiques qui le font sans cesse traverser les sphères de diffusion en passant du livre au film, du film au jeu vidéo, de la série au livre, etc.

## Réception et attentes
- Si vous ne connaissez pas le sujet, laissez ce bandeau (vous pouvez alors contacter les auteurs).
- Si vous supprimez le contenu mis en cause (vous pouvez préalablement contacter les auteurs),

argumentez précisément cette suppression dans la page de discussion
(un manque de référence n'est pas un argument ; une recherche réelle de référence doit avoir été effectuée, être formellement documentée).
Cette forme de divertissement ne se consomme pas de la même manière que le visionnage d'un long-métrage ou d'une série télévisée ; par conséquent, la pratique de la lecture peut éventuellement attirer un tout autre public n'étant donc pas nécessairement rattaché au médium d'origine. En supplément, l'horizon d'attente du lecteur diffère grandement des exigences que les spectateurs seraient en droit d'attendre à l'égard d'une série télévisée à gros budget ou d'un long métrage. Si l'on se réfère aux propos de Jan Baetens, « la mise en roman en revanche est une stratégie pour concilier l’esprit du temps, qui favorise la forme-scénario, et les exigences de la plupart des lecteurs, qui continuent à préférer un récit plus suivi. »
Le scénariste de l'oeuvre en cours d'adaptation accorde généralement le champ libre à l'écrivain, et peuvent entreprendre une collaboration : ce dernier est amené à choisir de respecter l'univers crée par les créateurs originaux ainsi que de suivre fidèlement le déroulement de l'intrigue ; ou bien d'adopter un angle nouveau vis-à-vis du matériau d'origine.
Cette distinction offre à la mise en roman la possibilité de s'émanciper du milieu cinématographique ainsi que de se défaire de son étiquette de sous-genre, malgré les liens particulièrement étroits que partagent la littérature de divertissement avec l'industrie audiovisuelle.

## Exemples célèbres
- La mise en roman la plus célèbre, et l'une des rares à être considérée comme une œuvre à part entière[réf. nécessaire], est 2001 : L'Odyssée de l'espace (1968) d'Arthur C. Clarke d'après le film de Stanley Kubrick, 2001, l’Odyssée de l’espace (1968), dont Clarke était aussi le coscénariste (quoique dans ce cas précis, les deux œuvres fussent écrites en parallèle et non l'une après l'autre ; Clarke précisa dans la préface de 2010 : Odyssée deux qu'il avait retouché le livre en voyant les rushes).
- Alan Dean Foster est l'auteur d'une vingtaine de mises en roman de science-fiction (Star Wars, Alien, le huitième passager, Outland, Le Trou noir, Le Choc des Titans)
- Star Trek, à l'origine une série télévisée, a été décliné en plusieurs centaines de romans.
- De la même manière, tous les épisodes de la série originale de Doctor Who ont été adaptés en roman.
- Les romans d'Oliver Bowden sur l'univers de la franchise Assassin's Creed font les beaux jours des éditions Penguin Books, Milady et Castelmore.
- En France, les séries Un village français ou encore Plus belle la vie sont également mises en romans.